# 財產
财产（英語：Property），指能夠被擁有的任何有形或無形事物，多指具有经济价值，依一定之目的而结合之权利义务之总体。在中国大陆地区的法律条文中，某些涉及物权的民事法律对于物权的客体多不使用“物”、“特定物”、“独立物”、“有体物”这样的概念，而是直接使用“财产”一词。值得注意的是，财产的范畴是随着时代的发展不断扩张的。
一些研究認為，私有財產普遍存在於所有的人類文化當中，是普世文化通則之一。即便是小朋友也能輕易地了解私有財產的觀念，甚至在像是黑猩猩等一些非人類的動物身上，也可以觀察到私有財產的存在；而私有制，也就是對私有財產的保障，是一個數千年來受到認可且廣為接受的制度。

## 財產類別
- 所有者
  - 個人財產（personal property）：意指遺產或其他包含臨時或可動事物之財產。不動產不屬於個人財產。[4]
  - 集体财产
  - 国有财产
- 类型
  - 不動產（real estate）：此類財產包含可終身保有之土地，或對該土地所擁有的某些權利。[5]
  - 智慧財產